# Hubert Juin
Hubert Juin, pseudonyme de Hubert Loescher, né le 5 juin 1926 à Athus (Lorraine belge) et mort le 3 juillet 1987 à Paris, est un poète, romancier, essayiste et critique littéraire belge d'expression française.

## Biographie
De son vrai nom Hubert Loescher, il est né en 1926 à Athus.
Il s'installe à Paris au début des années 1950. Il publie dès 1956 Les Bavards, un essai remarqué,. Les publications se succèdent ensuite : essais, romans, poésies, dont une série de romans régionalistes, Les Hameaux, nourris de ses souvenirs des Ardennes belges, mais aussi, notamment, Paysage avec rivière, L'Arbre au féminin : et autres rêveries, ou encore Célébration du grand-père,. Il a reçu le prix Goncourt de la biographie en 1981 pour le premier tome de sa biographie de Victor Hugo, poursuivie par un deuxième tome en 1984 et achevée par un troisième tome en 1986. Il a exercé également comme critique littéraire dans plusieurs journaux, dont Le Monde. Il a été également directeur de différentes collections, chez Christian Bourgois éditeur, chez Marabout, et chez Régine Desforges. Il a participé aussi aux émissions Relectures sur France Culture.
Il meurt d'un cancer le 3 juillet 1987, à soixante et un ans.

## Hommage
Une bibliothèque communale portant son nom a été inaugurée dans sa ville natale d'Athus.

## Œuvres (sélection)

### Cycle romanesqueLes Hameaux
Cycle incluant cinq romans suivis d'un recueil de nouvelles
- Les Sangliers, Paris, Éditions du Seuil, 1958 ; réédition, Bruxelles, Éditions Labor, coll. « Espace Nord » no 67, 1991  (ISBN 2-8040-0628-X)
- La Cimenterie, Paris, Calmann-Lévy, 1962
- Chaperon rouge, Paris, Calmann-Lévy, 1963
- Le Repas chez Marguerite, Paris, Calmann-Lévy, 1966 ; réédition, Bruxelles, Éditions Labor, coll. « Espace Nord » no 8, 1986  (ISBN 2-8040-0174-1)
- Les Trois Cousines, Paris, Calmann-Lévy, 1968
- Les Hameaux, Verviers, Marabout, coll. « Bibliothèque Marabout » no 1022, 1978 (préface d'André Dhôtel)

### Poésie
- Le Livre des déserts, Paris, Falaize, 1957
- Le voyage de l'arbre, Paris, Pierre-Jean Oswald, avec 5 dessins de Wifredo Lam, 1960
- L'Animalier, Paris, Éditions universitaires, 1966
- Un soleil rouge, Paris, Éditions universitaires, 1967
- Le Cinquième Poème, Paris, Les Éditeurs français réunis, 1971
- Paysage avec rivière, Paris, Éditions de La Table ronde, coll. « La Mémoire » no 5, 1974
- Les Guerriers du Chalco, Paris, Éditions Belfond, 1976  (ISBN 978-2-7144-1063-4)
- Ma fenaison, Bruxelles, Le Cormier, 1977
- Le Rouge des loups, Paris, Éditions Belfond, coll. « Lignes », 1981  (ISBN 2-7144-1449-4)
- Forêt Peinte, Bruxelles, Éditions André de Rache, 1982  (ISBN 2-8015-0078-X) - ill. Edmond Dubrunfaut
- Les Visages du fleuve, Paris, Éditions Belfond, coll. « Lignes » no 20, 1984  (ISBN 2-7144-1720-5)
- La Destruction des remparts, Paris, Éditions Belfond, coll. « Lignes » no 28, 1987  (ISBN 2-7144-2074-5)

### Essais
- Jean-Paul Sartre ou la condition humaine, Éditions La Boétie, 1946
- Les Bavards, Paris, Éditions du Seuil, coll. « Pierres vives », 1956. Rééditions, Bruxelles, Les Éperonniers, coll. « Passé-Présent » no 49, 1986
- Pouchkine, Paris, Seghers, coll. Poètes d'aujourd'hui, no 54, 1956
- Seize peintres de la jeune école de Paris[6], Georges Fall éditeur, Paris, 1956
- Aimé Césaire, poète noir, Paris-Dakar, Présence Africaine, 1956 ; réédition, Paris, Présence africaine, 1995  (ISBN 2-7087-0591-1)
- Léon Bloy, Paris, Éditions de la Colombe, 1957 ; rééditions, Éditions Obsidiane, 1990 et 2016
- Joë Bousquet, Paris, Éditions Seghers, coll. Poètes d'aujourd'hui, no 62, en collaboration avec Suzanne André et Gaston Massat, 1958
- Soulages, Paris, Georges Fall, coll. « Le Musée de poche », no 26, 1958
- Aragon, Paris, Éditions Gallimard, 1960
- Chronique sentimentale, Paris, Mercure de France, 1962
- Joan Miró, Éditions Bordas, coll. Club d'Art Bordas, 1967
- Les Libertinages de la raison, Paris, Éditions Belfond, 1968
- Les Incertitudes du réel : Lamartine, Hugo, Nerval, Laforgue, Manet, Reverdy, Bruxelles, Sodi, 1968
- Charles Van Lerberghe, Paris, Éditions Seghers, coll. Poètes d'aujourd'hui, no 186, 1969
- 369, Édition (très) spéciale, Paris, Éditions publications Premières, 1970
- Charles Nodier, Paris, Éditions Seghers, coll. Écrivains d'hier et d'aujourd'hui, no 33, 1970
- L'Usage de la critique, Bruxelles, André De Rache, coll. « Mains et chemins » no 2, 1971
- L'Automne à Lacaud, Bruxelles, André De Rache, 1972
- Écrivains de l'avant-siècle, Paris, Éditions Seghers, coll. L'archipel, 1972
- Barbey d'Aurevilly, Paris, Éditions Seghers, coll. Écrivains d'hier et aujourd'hui, no 46, 1974
- André Hardellet, Paris, Éditions Seghers, coll. Poètes d'aujourd'hui, no 225, 1975
- Lectures du XIXe siècle, tome 1, Paris, Union Générale d'éditions, coll. 10/18, no 1032, 1976. Réédition, 1998.Réédition, Paris, Christian Bourgois éditeur, coll. « Titres » no 117, 2010
- Lectures du XIXe siècle, tome 2, Paris, Union Générale d'éditions, coll. 10/18, no 1178, 1977. Réédition, 1998.Réédition, Paris, Christian Bourgois éditeur, coll. « Titres » no 118, 2010
- Chu Teh-Chun, Paris, Le Musée de poche, 1979
- L'Arbre au féminin : et autres rêveries, Paris, Luneau Ascot, 1980
- Fernand Khnopff et la littérature de son temps, Bruxelles, Lebeer Hossmann, 1980
- Le Lit, Paris, Hachette/Massin, 1980  (ISBN 2-01-007509-9) Essai sur la représentation du lit en art.
- Victor Hugo (1802-1843), tome 1, Paris, Flammarion, 1980 Prix quinquennal de l'essai de la Communauté française de Belgique.
- Edmond Dubrunfaut et la recherche de liens communs : art monumental, Bruxelles, André De Rache, 1982
- Forêt peint, Bruxelles, André De Rache, 1982
- Victor Hugo (1844-1870), tome 2, Paris, Flammarion, 1984
- Victor Hugo (1870-1885), tome 3, Paris, Flammarion, 1986
- Lectures "Fins de siècles" : préfaces 1975-1986, Paris, Christian Bourgois éditeur, coll. « 10/18 » no 2239, 1992  (ISBN 2-264-01638-8)
- Célébration du grand-père, Éditions Weyrich, 2007

### Anthologies composées et présentées par Hubert Juin
- Univers de la science-fiction, seize nouvelles, Club des libraires de France, 1957
- Les Vingt Meilleurs Récits de science-fiction, Verviers, Éditions Marabout, coll. Bibliothèque Marabout Géant, no 207, 1964. Réédition, Verviers, Éditions Marabout, coll. Bibliothèque Marabout, no 207, 1968
- Récits fantastiques et contes nocturnes, Le Livre-club du libraire, 1965